# Cedusa cydippe
Cedusa cydippe är en insektsart som först beskrevs av Rauno E. Linnavuori 1973.  Cedusa cydippe ingår i släktet Cedusa och familjen Derbidae. Inga underarter finns listade i Catalogue of Life.